# Nasukawa Masahiro
Masahiro Nasukawa (那須川 将大 Nasukawa Masahiro, sinh ngày 29 tháng 12 năm 1986 ở Hokkaido) là một cầu thủ bóng đá người Nhật Bản hiện tại thi đấu cho Oita Trinita.

## Thống kê sự nghiệp
Cập nhật đến ngày 23 tháng 2 năm 2016.
| Thành tích câu lạc bộ | Thành tích câu lạc bộ | Thành tích câu lạc bộ | Giải vô địch | Giải vô địch | Cúp                   | Cúp                   | Cúp Liên đoàn | Cúp Liên đoàn | Khác    | Khác      | Tổng cộng | Tổng cộng |
| Mùa giải              | Câu lạc bộ            | Giải vô địch          | Số trận      | Bàn thắng    | Số trận               | Bàn thắng             | Số trận       | Bàn thắng     | Số trận | Bàn thắng | Số trận   | Bàn thắng |
| Nhật Bản              | Nhật Bản              | Nhật Bản              | Giải vô địch | Giải vô địch | Cúp Hoàng đế Nhật Bản | Cúp Hoàng đế Nhật Bản | Cúp Liên đoàn | Cúp Liên đoàn | Khác1   | Khác1     | Tổng cộng | Tổng cộng |
| --------------------- | --------------------- | --------------------- | ------------ | ------------ | --------------------- | --------------------- | ------------- | ------------- | ------- | --------- | --------- | --------- |
| 2009                  | Tokyo Verdy           | J2 League             | 23           | 0            | 0                     | 0                     | -             | -             | -       | -         | 23        | 0         |
| 2010                  | Tochigi S.C.          | J2 League             | 14           | 1            | 2                     | 0                     | -             | -             | -       | -         | 16        | 1         |
| 2011                  | Tochigi S.C.          | J2 League             | 27           | 3            | 1                     | 0                     | -             | -             | -       | -         | 28        | 3         |
| 2012                  | Tokushima Vortis      | J2 League             | 36           | 1            | 2                     | 1                     | -             | -             | -       | -         | 38        | 2         |
| 2013                  | Tokushima Vortis      | J2 League             | 17           | 1            | 0                     | 0                     | -             | -             | 1       | 0         | 17        | 1         |
| 2014                  | Tokushima Vortis      | J1 League             | 20           | 0            | 2                     | 0                     | 4             | 0             | -       | -         | 26        | 0         |
| 2015                  | Matsumoto Yamaga FC   | J1 League             | 2            | 0            | 1                     | 0                     | 3             | 0             | -       | -         | 6         | 0         |
| 2016                  | Matsumoto Yamaga FC   | J2 League             | 20           | 1            | 0                     | 0                     | -             | -             | 0       | 0         | 20        | 1         |
| 2017                  | Matsumoto Yamaga FC   | J2 League             | 6            | 0            | 0                     | 0                     | -             | -             | -       | -         | 6         | 0         |
| 2018                  | Oita Trinita          | J2 League             |              |              |                       |                       | -             | -             |         |           |           |           |
| Tổng cộng sự nghiệp   | Tổng cộng sự nghiệp   | Tổng cộng sự nghiệp   | 165          | 7            | 8                     | 1                     | 7             | 0             | 1       | 0         | 180       | 8         |

1Bao gồm Promotion Playoffs to J1.